# George Stephănescu
George Stephănescu (ur. 13 grudnia 1843 w Bukareszcie, zm. 25 kwietnia 1925 tamże) – rumuński kompozytor, dyrygent i pedagog.

## Życiorys
W latach 1859–1864 uczył się u Franza Lorenza (fortepian) oraz Ernsta Weinetera i Eduarda Wachmanna (harmonia), następnie w latach 1864–1867 kontynuował naukę u Wachmanna w nowo utworzonym konserwatorium w Bukareszcie. Od 1867 do 1871 roku studiował w Konserwatorium Paryskim u Napoléona-Henri Rebera (harmonia i kontrapunkt), Daniela Aubera i Ambroise’a Thomasa (kompozycja), Enrica Delle Sedie (śpiew) i Antoine’a François Marmontela (fortepian). Po powrocie do Bukaresztu był profesorem śpiewu w konserwatorium (1872–1904) i dyrygentem teatru narodowego (1877–1890).

## Twórczość
Był jedną z czołowych postaci rumuńskiego życia muzycznego XIX wieku, uważany jest za pierwszego rumuńskiego kompozytora, który napisał symfonię (1869). W swoich pieśniach wykorzystywał elementy rumuńskiego folkloru muzycznego. Jako kompozytor dzieł scenicznych był współtwórcą repertuaru narodowego, przetłumaczył kilka librett oper. Do jego uczniów należeli Hariclea Darclée, Giovanni Dimitrescu, Grigore Gabrielescu, Zina de Nori i Elena Teodorini.

## Wybrane kompozycje
(na podstawie materiałów źródłowych)

### Utwory orkiestrowe
- Symfonia A-dur (1869)
- poematy symfoniczne În munți (1888), În crîng (ok. 1889), Între flori (ok. 1890), În alte timpuri (1895), Idilă (1902), Sentinela română (1868)
- Uvertura națională (1876)

### Utwory kameralne
- Oktet G-dur (1866)
- Septet G-dur (ok. 1870)
- Kwartet smyczkowy F-dur (ok. 1870)
- Sonata na wiolonczelę i fortepian (1863)

### Utwory wokalne
- Cîntările Sfintei Liturghii a lui Ioan Gură-de-Aur na chór a cappella (1894)
- kantata Dalila na głosy solowe, chór i orkiestrę (1868)

### Utwory sceniczne
- operetka Peste Dunăre, libretto Grigore Ventura (1879)
- operetka Scaiul bărbaților, libretto Gheorghe Bengescu-Dabija (1884)
- operetka Cometa, libretto Theodor Speranția (1900)
- bajka muzyczna Sînziana și Pepelea, libretto Vasile Alecsandri (1880)
- opera komiczna Mama soacră, libretto Theodor Speranția (1894)
- dramat liryczny Petra, libretto Edgar Aslan (1902)